# Gianna Maria Canale
 Gianna Maria Canale (* 12. September 1927 in Reggio Calabria; † 13. Februar 2009 in Florenz) war eine italienische Filmschauspielerin.

## Leben
Canale arbeitete als florentinische Stenotypistin, bis sie als Miss Calabria 1947 an der Miss-Italia-Wahl teilnahm. Zu diesem Zeitpunkt war sie bereits in zwei Statistenrollen aufgetreten. Canale belegte bei dieser Wahl den zweiten Platz nach Lucia Bosè und vor Gina Lollobrigida und Eleonora Rossi Drago. Diese Platzierung verschaffte ihr eine größere Bekanntheit, die zu einem zweiten Engagement durch den Regisseur Riccardo Freda führte. Während der Dreharbeiten zu Der geheimnisvolle Chevalier begannen die beiden eine Affäre. Kurz darauf gingen sie gemeinsam nach Brasilien, vermutlich aufgrund der Tatsache, dass Freda zu diesem Zeitpunkt noch verheiratet war. In der Zeit ihres Brasilienaufenthaltes entstanden zwei Filme. Im Laufe ihrer zwanzigjährigen Karriere drehte Canale insgesamt dreizehn Filme mit Freda, den sie nach seiner Scheidung auch ehelichte.
Obwohl Canale vor allem Abenteuer- und Historienfilme drehte, werden ihre Rollen außerhalb dieser Genres am meisten beachtet. Nennenswert ist ihr Part in der Komödie Totò le Mokò sowie ihr Auftritt in dem Horrorfilm Der Vampir von Notre-Dame von 1956.
Eine ihrer bekanntesten Rollen war die der Silvia Alberti in Vittorio de Sicas Film Il boom, in dem Alberto Sordi ihr Filmpartner ist. Ihre Filmografie, die in der zweiten Hälfte der vierziger Jahre beginnt und in der ersten Hälfte der sechziger Jahre endet, beinhaltet neben italienischen auch sieben französisch- sowie vier englischsprachige Produktionen. Letztere bezeugen ihre gescheiterten Versuche sich in den USA (1951) bzw. im Vereinigten Königreich (1958–1960) einen Namen zu machen. Als sie sich im fortgeschrittenen Alter gezwungen sah, sich Charakterrollen zu suchen, zog sie den Ausstieg aus dem Filmgeschäft vor. Nachvollziehbar wird diese Entscheidung in Anbetracht der Tatsache, dass es vor allem ihr attraktives Aussehen und hervorragende Fotogenität ist, welches in Artikeln über sie Erwähnung findet.
Gianna Maria Canale starb am 13. Februar 2009 in Florenz im Alter von 81 Jahren.

## Filmografie
- 1946: Schwarzer Adler (Aquila nera), Regie: Riccardo Freda
- 1948: Der geheimnisvolle Chevalier (Il cavaliere misterioso), Regie: Riccardo Freda
- 1948: Guarany, Regie: Riccardo Freda
- 1949: O caçula do Barulho, Regie: Riccardo Freda
- 1949: Il bacio di una morta, Regie: Guido Brignone
- 1949: Il conte Ugolino, Regie: Riccardo Freda
- 1949: Totò le Moko, Regie: Carlo Ludovico Bragaglia
- 1950: Mönch und Musketier (Il figlio di d'Artagnan), Regie: Riccardo Freda
- 1951: Il tradimento, Regie: Riccardo Freda
- 1951: Go for Broke!
- 1951: Die Rache des schwarzen Adlers (La vendetta di Aquila nera), Regie: Riccardo Freda
- 1952: Vedi Napoli e poi muori, Regie: Riccardo Freda
- 1952: Ketten der Leidenschaft (L'eterna catena), Regie: Anton Giulio Majano
- 1952: La leggenda del Piave, Regie: Riccardo Freda
- 1953: Spartacus, der Rebell von Rom (Spartaco), Regie: Riccardo Freda
- 1953: Verschwörung in Algier (Dramma nella Kasbah), Regie: Edoardo Anton, Ray Enright
- 1953: Alerte au sud, Regie: Jean Devaivre
- 1953: Theodora, Kaiserin von Byzanz (Teodora, imperatrice di Bisanzio), Regie: Riccardo Freda
- 1954: Madame Dubarry (Madame du Barry)
- 1954: L'ombra, Regie: Giorgio Bianchi
- 1955: Napoleon (Napoléon)
- 1955: Der Lebensretter (Il coraggio), Regie: Domenico Paolella
- 1956: Donne sole, Regie: Vittorio Sala
- 1956: Die Herrscherin vom Libanon (La châtelaine du Liban), Regie: Richard Pottier
- 1956: Die Sklavinnen von Karthago (Le schiave di Cartagine), Regie: Guido Brignone
- 1956: Der Vampir von Notre Dame (I vampiri)
- 1957: Der Korsar vom roten Halbmond (Il corsaro della mezzaluna), Regie: Giuseppe Maria Scotese
- 1957: Clorinda, die Sarazenin (La Gerusalemme liberata), Regie: Carlo Ludovico Bragaglia
- 1957: Die unglaublichen Abenteuer des Herkules (Le fatiche di Ercole)
- 1958: Froschmann Crabb (The Silent Enemy)
- 1958: Besuch um Mitternacht (The Whole Truth), Regie: Dan Cohen, John Guillermin
- 1958: Aufstand der Gladiatoren (La rivolta dei gladiatori)
- 1959: Die Musketiere des Teufels (I cavalieri del diavolo), Regie: Siro Marcellini
- 1960: Waffen für San Salvador (Gli avventurieri dei tropici)
- 1960: Rasputin, der Dämon von Petersburg (L'ultimo zar)
- 1960: Venus der Piraten (La Venere dei pirati), Regie: Mario Costa
- 1960: Ursus im Reich der Amazonen (La regina delle amazzoni)
- 1960: Schlacht um Babylon (Il conquistatore d'Oriente), Regie: Tanio Boccia
- 1961: Das Geheimnis von Monte Christo (The Treasure of Monte Cristo), Regie: Robert S. Baker, Monty Berman
- 1961: Macistes größtes Abenteuer (Maciste contro il vampiro)
- 1961: Die Eroberer von Korinth (Il conquistatore di Corinto), Regie: Mario Costa
- 1962: Der Sohn des Spartakus (Il figlio di Spartacus), Regie: Sergio Corbucci
- 1962: Tiger der Meere (La tigre dei sette mari)
- 1962: Der scharlachrote Musketier (Le Chevalier de Pardaillan)
- 1963: Il boom, Regie: Vittorio De Sica
- 1963: Das Geheimnis des Scaramouche (La máscara de Scaramouche)
- 1963: Der Löwe von San Marco (Il leone di San Marco)
- 1964: Il treno del sabato, Regie: Vittorio Sala
- 1964: Der Rächer von Venedig (Il ponte dei sospiri), Regie: Carlo Campogalliani, Piero Pierotti